# Do Paise Ki Dhoop, Chaar Aane Ki Baarish
Pour plus de détails, voir Fiche technique et Distribution.
Do Paise Ki Dhoop, Chaar Aane Ki Baarish est un film indien de Bollywood réalisé par Deepti Naval sorti le 22 mai 2009.
Le film met en vedette Manisha Koirala, Rajit Kapur, Sanaj Naval et Milind Soman. La musique du film est composée par le célèbre et talentueux compositeur Gulzar.

## Fiche technique
- Titre : Do Paise Ki Dhoop, Chaar Aane Ki Baarish
- Réalisation : Deepti Naval
- Scénario : Deepti Naval
- Musique : Gulzar et Sandesh Shandilya
- Photographie : Kiran Deohans
- Montage : Parth Y. Bhatt et Deepti Naval
- Production : Deepti Naval
- Société de production : Kite Films et Fuse Media
- Pays :  Inde
- Genre : Drame
- Durée : 121 minutes
- Dates de sortie : 
  -  France : 2009 (Festival de Cannes)
  -  Inde : 12 décembre 2016

## Distribution
- Rajit Kapoor : Debu
- Manisha Koirala : Juhi
- Sanaj Naval : Kaku
- Makrand Deshpande : Sallu
- Usha Jadhav : Bai
- Kunal Ganjawala : lui-même